# Eudevenopus metagracilis
Eudevenopus metagracilis är en kräftdjursart som först beskrevs av J. L. Barnard 1964.  Eudevenopus metagracilis ingår i släktet Eudevenopus och familjen Platyischnopidae. Inga underarter finns listade i Catalogue of Life.